# Gigantomilax
Gigantomilax (in der Literatur und Websites auch mit einem Buchstabendreher als Gigantolimax) ist eine Gattung der Nacktschnecken-Familie der Schnegel (Limacidae) aus der Unterordnung der Landlungenschnecken (Stylommatophora).

## Merkmale
Die Arten der Gattung Gigantomilax sind große Tiere, die zusammengezogen bis 10 cm lang sind, ausgestreckt bis 15 cm. Der Mantel nimmt ungefähr ein Drittel der Körperlänge ein. Das Atemloch liegt in der Mitte oder leicht hinter der Mitte des Mantelschildes. Dessen Hinterende ist gerundet. Der Kiel ist kräftig ausgebildet und erstreckt sich über die gesamte Länge des Rückens bis zum Mantelschild. Er besteht aus drei Reihen von Runzeln, weitere längliche, relativ hohe Runzeln verlaufen parallel dem Kiel. Die Fußsohle ist vergleichsweise sehr breit mit einem kräftigen Randbereich.
Von den drei Darmschlingen ist die erste Schlinge nahezu unverdreht, die zweite stark verdreht und die dritte Darmschlinge wiederum unverdreht und viel kürzer als die übrigen Darmschlingen. Es ist kein Blinddarm vorhanden. Die Geschlechtsdrüse sitzt hinter dem Darm und bildet den Apex des Eingeweidesackes. Der Samenleiter ist sehr kurz und verläuft direkt zum Penis; bildet also keine Schlinge. Der Penis ist sackartig oder kurz zylindrisch. Es kann ein kleiner Blindfortsatz oder Flagellum am Penis vorhanden sein. Intern ist ein Schließmuskel und ein großer Stimulator ausgebildet. Das frei verlaufende Stück des Eileiter ist ebenfalls relativ kurz. Es ist keine Vagina ausgebildet. Der Stiel der vergleichsweise voluminösen Spermathek ist kurz.

## Geographische Verbreitung
Die Arten der Gattung Gigantomilax kommen im Kaukasus, in der Nordwesttürkei und im Nordiran sowie auf den Balearischen Inseln und in Israel vor.

## Taxonomie
Die Gattung Gigantomilax wurde 1883 von Oskar Boettger als Section der Gattung Amalia Moquin-Tandon, 1855 aufgestellt. Seit Hesse (1926) wird sie allgemein als eigenständige Gattung aufgefasst. Sie wird von Schileyko (2003) in drei Untergattungen unterteilt:
- Gigantomilax (Gigantomilax) O. Boettger, 1883
  - Gigantomilax (Gigantomilax) lederi O. Boettger, 1883
- Gigantomilax (Vitrinoides) Simroth, 1886
  - Gigantomilax (Vitrinoides) armeniacus (Simroth, 1886)
  - Gigantolimax (Vitrinoides) benjaminus Borredà & Martínez-Ortí, 2008[5]
  - Gigantomilax (Vitrinoides) cecconi Simroth, 1906
  - Gigantomilax (Vitrinoides) daghestanus (Simroth, 1898)
  - Gigantomilax (Vitrinoides) eustrictus Heynemann, 1882
  - Gigantomilax (Vitrinoides) koenigi (Simroth, 1912)
  - Gigantomilax (Vitrinoides) majoricensis (Heynemann, 1863)
  - Gigantomilax (Vitrinoides) monticola (O. Boettger, 1881)
- Gigantomilax (Monochroma) Simroth, 1901
  - Gigantomilax (Monochroma) brunneus Simroth, 1901
  - Gigantomilax (Monochroma) lenkoranus Simroth, 1912

Die Artliste wurde nach der Website Terrestrial Slugs Web vervollständigt.

## Belege